# George S. Brown
Pour les articles homonymes, voir Brown.
George Scratchley Brown (17 août 1918 - 5 décembre 1978) est un général de l’United States Air Force qui a servi comme chef d'État-Major des armées des États-Unis. À ce titre, il a servi comme conseiller militaire principal auprès du président des États-Unis, au Conseil de sécurité nationale et du secrétaire à la Défense .